# Luftseilbahn Morschach–Stoos

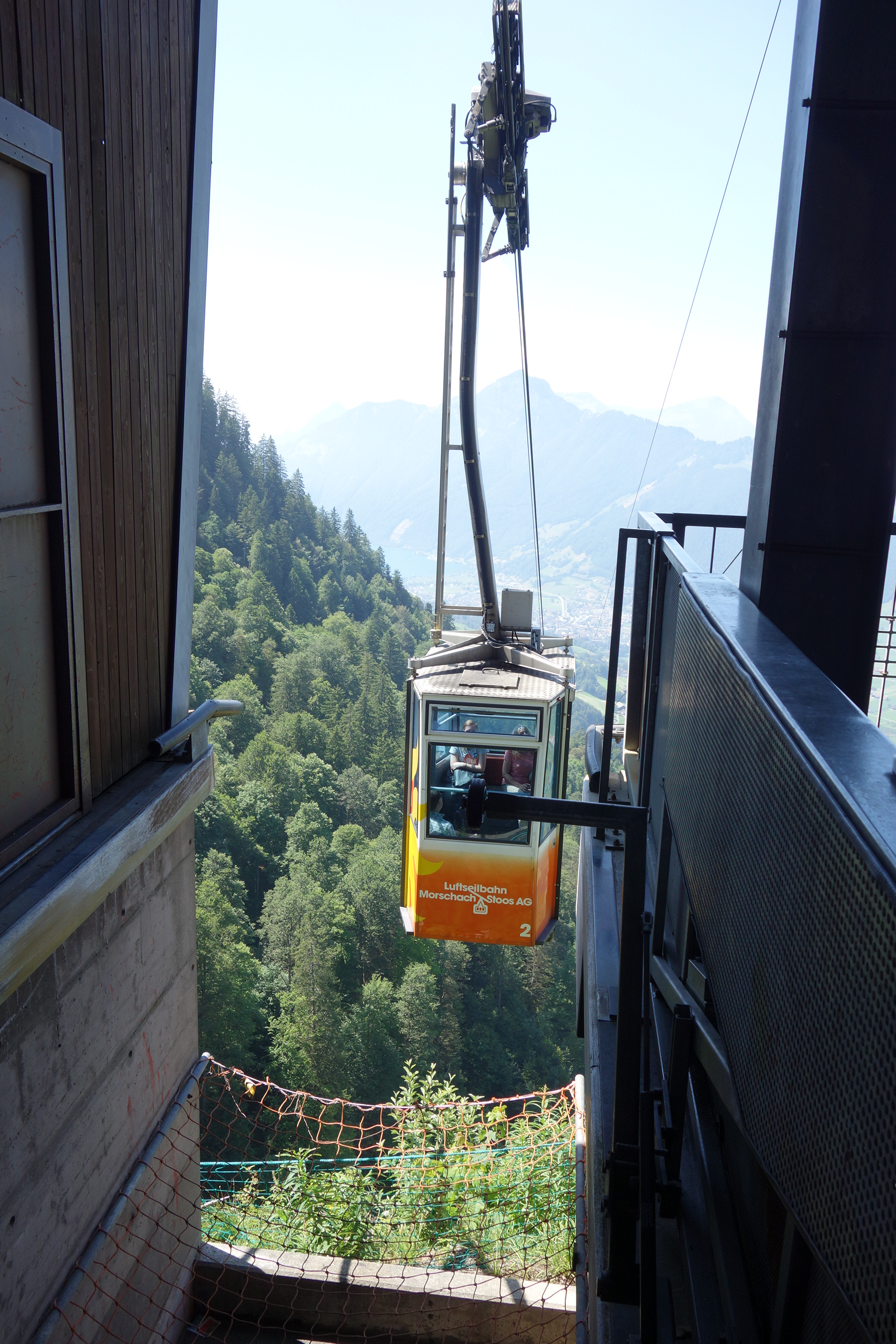
Bergstation Stoos

Die Luftseilbahn Morschach–Stoos ist eine Luftseilbahn im Schweizer Kanton Schwyz. Sie wird von der Stoosbahnen AG betrieben.

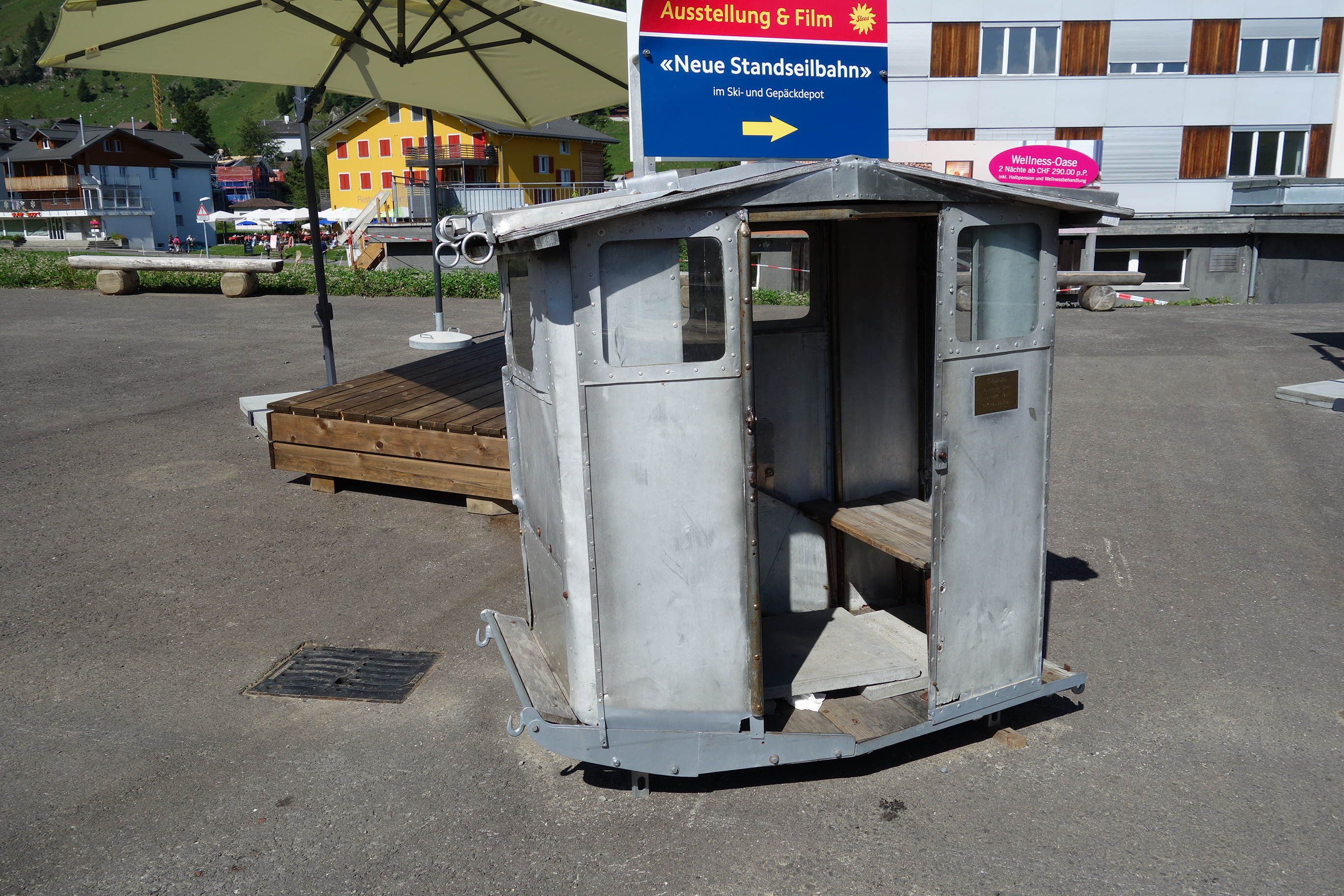
«Silbervogel» 1938–1968

## Geschichte
Seit 1882 gibt es einen steilen Fahrweg durch den Stooswald auf den Stoos. 1938 wurde die Luftseilbahn Morschach–Stoos gebaut, die auch das alte «Rüti-Bähnli», «Silbervogel» oder «Swiss Air» genannt wurde. Sie konnte drei bis vier Personen oder 200 kg aufnehmen. In den 1960er Jahren wurde die Betriebsbewilligung aberkannt, so dass die Bahn 1968 den Betrieb einstellen musste. Während 13 Jahren gab es keine Seilbahnverbindung von Morschach auf den Stoos.
Die heutige Luftseilbahn wurde von Garaventa erstellt und 1981 beinahe auf der gleichen Strecke wie ihre Vorgängerin installiert. Sie führt in sieben Minuten über 475 Höhenmeter von Morschach auf den Stoos. Mit ihren zwei Kabinen für je 15 Personen kann sie pro Stunde 150 Passagiere transportieren. Die horizontale Länge von der Tal- zur Bergstation beträgt 2200 Meter und die mittlere Steigung 22,9 %. Der grösste Bodenabstand beträgt 190 m.